# لويس بورجوان
إسمها الكامل أريان لويس بورجوان (بالفرنسية: Ariane Louise Bourgoin)‏ هي ممثلة وعارضة أزياء و مذيعة تلفزيونية فرنسية ولدت في يوم 28 نوفمبر 1981 في مدينة رين في فرنسا، بدأت لويس بالتمثيل في سنة 2008 ومثلت في عدة أفلام مثل فيلم فتاة من موناكو في سنة 2008 وفيلم الجنة السوداء في سنة 2010 وفيلم الراهبة في سنة 2013.

## روابط خارجية
- لويس بورجوان على موقع IMDb (الإنجليزية)
- لويس بورجوان على موقع روتن توميتوز (الإنجليزية)
- لويس بورجوان على موقع قاعدة بيانات الأفلام العربية
- لويس بورجوان على موقع ألو سيني (الفرنسية)
- لويس بورجوان على موقع ميوزك برينز (الإنجليزية)
- لويس بورجوان على موقع أول موفي (الإنجليزية)
- لويس بورجوان على موقع ديسكوغز (الإنجليزية)
- لويس بورجوان على موقع قاعدة بيانات الفيلم (الإنجليزية)
- لويس بورجوان على موقع ليتربوكسد (الإنجليزية)
- لويس بورجوان على موقع كينوبويسك (الروسية)